# Erfgoedcel
Een erfgoedcel is in Vlaanderen een organisatie, meestal in de vorm van een vzw, die zich inzet voor het beheer van roerend erfgoed van een bepaalde stad of streek. Gebouwen- en monumentenzorg behoren niet tot haar bevoegdheid.
Een erfgoedcel beheert zelf geen erfgoed, maar coördineert lokale initiatieven:
- inventariseren, in kaart brengen van het plaatselijke erfgoed.
- het erfgoed van stad of regio toegankelijk helpen maken voor een zo breed mogelijk publiek.
- de samenwerking tussen de verschillende erfgoedzorgers stimuleren: uitbouwen van netwerken, samenbrengen van cross-overs.

Erfgoedcellen werken altijd in het kader van een "erfgoedconvenant" dat de Vlaamse Gemeenschap afsluit met een stad of regio. Daardoor verwerven zij subsidie (meestal aangevuld met middelen uit de gemeentelijke begroting), maar moeten ze ook aan minimum-kwaliteitseisen voldoen.
Naast erfgoedcellen in Brussel en in de Vlaamse kunststeden Antwerpen, Brugge, Gent, Leuven en Mechelen zijn er 21 intergemeentelijke samenwerkingsverbanden actief.

## Overzicht
- Brugge
- Brussel
- CO7
- Denderland
- Dijk92
- ECRU Erfgoed
- Erfgoed Haspengouw
- ErfgoedLab Antwerpen
- Erfgoedcel Leuven
- Erfgoedcel Mechelen
- Kempens Karakter
- Kusterfgoed
- Leie Schelde
- Meetjesland - COMEET
- Noorderkempen
- Rivier&Land
- STAM - Gent
- Stuifzand
- TERF
- Viersprong
- Vlaamse Ardennen
- Voorkempen
- Waasland
- Zender
- Zuidrand
- Zuidwest
- de Merode